# Ерсдорф
Ерсдорф (нім. Oersdorf) — громада в Німеччині, розташована в землі Шлезвіг-Гольштейн. Входить до складу району Зегеберг. Складова частина об'єднання громад Кісдорф.
Площа — 6,65 км2. Населення становить 889 ос. (станом на 31 грудня 2020).